# Onthophagus kassaicus
Onthophagus kassaicus är en skalbaggsart som beskrevs av D'orbigny 1908. Onthophagus kassaicus ingår i släktet Onthophagus och familjen bladhorningar. Inga underarter finns listade i Catalogue of Life.